# Нагой, Михаил Александрович (меньшой)
Михаи́л Алекса́ндрович Наго́й Меньшой (15??-1618) — первый уфимский воевода, боярин, окольничий, основатель Уфимской крепости.
Третий из четырёх сыновей боярина Александра Михайловича Нагого.

## Биография
Участник похода Ивана Грозного в Лифляндию в 1577 году.
Участвовал в чине свадьбы царя и своей племянницы Марии Фёдоровны Нагой в 1581 году, вместе с Б. Ф. Годуновым был в дру́жках у царицы. После смерти Ивана Грозного, в 1584 году сослан в Казань и был там одним из воевод «на выласке».
Послан в ноябре 1584 года 2-м воеводой в «новый Царёв город» на реке Кокшага (сов. Йошкар-Ола), 2-й воевода в Казани в 1586 году.
Руководитель строительства Уфимской крепости в 1586 году, которая получила статус города и стала административным центром Уфимского уезда.
Воевода в Уфе:
- 1590—1593;
- 1595—1597;
- 1599—1602;
- 1604—1605.

В 1606 году был пожалован в бояре Лжедимитрием I, встречал по его поручению в Смоленске Марину Мнишек и участвовал в чине их свадьбы.
После воцарения на престол Василия Шуйского, в мае 1606 года понижен из бояр в окольничие. Осенью того же года участвовал в битве под Кромами в составе полков боярина и воеводы Ю. Н. Трубецкого против Ивана Болотникова. Полк Нагого накануне битвы взял верх над восставшими, однако, в целом, битва обернулась для Шуйского серьёзным поражением. Послан против сторонников Лжедмитрия II 2-м воеводой к Болхову.
После свержения Шуйского, Нагой вместе с дальним родственником постельничим С. Шапкиным приводил к присяге в 1610 году служилых людей, находившихся в лагере Я. П. Сапеги. Вероятно, член «Семибоярщины» (1610—1612 годы).
В начале 1611 направлен к П. П. Ляпунову в составе посольства от «Семибоярщины» (вместе с архимандритом Чудова монастыря, протопопом Спасского собора и несколькими польскими офицерами), в задачу которого входило приостановить начатое Ляпуновым формирование Первого ополчения 1611 года. Вероятно, с этим связано и упоминание о грамоте от Нагого из Каширы в Переяславль-Рязанский к Ляпунову с призывом «быти с нами одномышленным».
В июне 1611 Нагой выдавал полякам «платья» из царской казны.
В сентябре 1611 года вошёл в первый состав посольства к польскому королю Сигизмунду III, участники которого вернулись в Москву после встречи за Можайском с гетманом Я. К. Ходкевичем. Во 2-й состав посольства не вошёл.
В январе-феврале 1612 года подписал грамоту, направленную в Кострому, Ярославль и Переславль-Залесский, призывавшую их жителей к верности королевичу Владиславу.
Воевода в Великом Устюге в 1613—1615 годах, где в 1613 году отразил нападение на город отрядов А. И. Лисовского.
Умер 09.06.1617 года. Погребён в Троице-Сергиевом монастыре.
Был женат на Марии Романовне (не позднее 1581 года), дочери думного дворянина и печатника Р. Ф. Алферьева, но потомства не оставил.

## Память

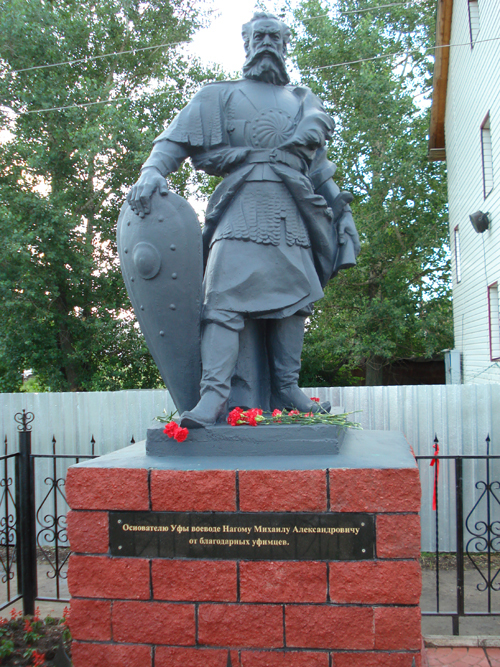
Памятник Основателю Уфы воеводе Нагому Михаилу Александровичу

7 июля 2007 года на улице Башкирская посёлка 8-е марта города Уфа был установлен памятник М. А. Нагому. Статуя воеводы, изготовленная по сохранившейся в музее литографии, была размещена на кирпичном постаменте, на котором была высечена надпись «Основателю Уфы воеводе Нагому Михаилу Александровичу от благодарных уфимцев».